# Україна на зимових Паралімпійських іграх 1998
Україна брала участь у Зимових Олімпійських іграх 1998 року у Нагано (Японія) уперше за свою історію, і завоювала 9 медалей (3 золоті, 2 срібні і 4 бронзових).